# San Massimo
San Massimo est une commune italienne de la province de Campobasso, dans la région Molise.

## Cyclisme
Campitelo Matese a accueilli la huitième étape du giro 2015. À l'issue de cette ascension finale, l'espagnol Benat Intxausti franchissait la ligne en vainqueur devant Mikel Landa. Alberto Contador conservait lui son maillot rose.

## Administration
| Période                                  | Période | Identité | Étiquette | Qualité |
| ---------------------------------------- | ------- | -------- | --------- | ------- |
|                                          |         |          |           |         |
| Les données manquantes sont à compléter. |         |          |           |         |

### Hameaux
Campitello Matese

### Communes limitrophes
Bojano, Cantalupo nel Sannio, Macchiagodena, Roccamandolfi, San Gregorio Matese